# Belverde
Belverde é uma localidade de 3416 pessoas (2021) na margem sul do rio Tejo, parte das freguesia de Amora e de Corroios, no concelho do Seixal.
Nela existem inúmeras construções tipo-vivenda, utilizadas tanto como primeira como segunda habitação. O seu crescimento ocorreu, principalmente, a partir da década de 1970.
Inserida num vasto pinhal, o Pinhal da Aroeira e Belverde Conde da Cunha (onde existe a lagoa da Bela Verde, característica pelo tom colorido de um olho verde esmeralda. Esta localidade encontra-se muito perto das praias da Fonte da Telha. Os terrenos a Oeste em Pinhal Conde da Cunha, eram pertencentes ao Senhor Conde da Cunha, título nobiliárquico criado por D. José I de Portugal, por Decreto de 15 de Março de 1760, em favor de D. António Álvares da Cunha, Senhor da Cunha de juro e herdade, 19.° Senhor de Tábua de juro e herdade, Vice-Rei do Brasil (1763-1767) e era necessário um foro (valor) para os poder atravessar no sentido de Amora, Seixal.[carece de fontes?]